# کاراتاک
کاراتاک (ارمنی: Քարատակ؛ ترکی آذربایجانی: Keçikli) یک منطقهٔ مسکونی در جمهوری آرتساخ است که در استان کاشاتاق واقع شده‌است.